# Rudnia (rejon brzeski)
Rudnia (biał. Рудня; ros. Рудня) – wieś na Białorusi, w obwodzie brzeskim, w rejonie brzeskim, w sielsowiecie Domaczewo, nad Kapajówką.
W dwudziestoleciu międzywojennym leżała w Polsce, w województwie poleskim, w powiecie brzeskim, w gminie Domaczewo. Po II wojnie światowej w granicach Związku Sowieckiego. Od 1991 w niepodległej Białorusi.